# Franz Anton Leitenstorffer

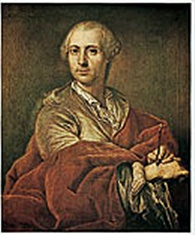
Franz Anton Leitenstorffer

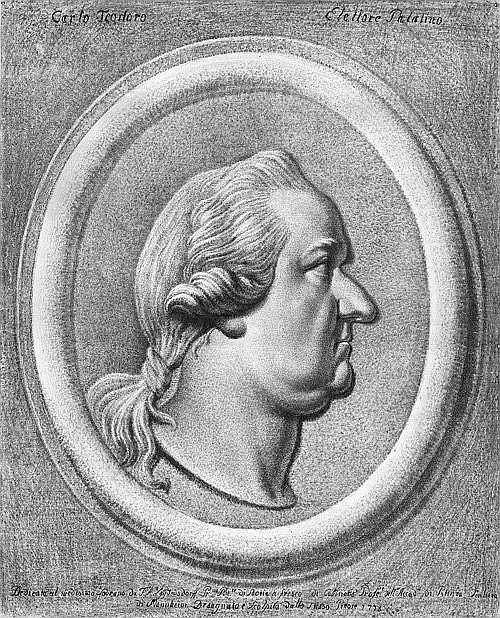
Franz Anton Leitenstorffer, Radierung, Kurfürst Karl Theodor

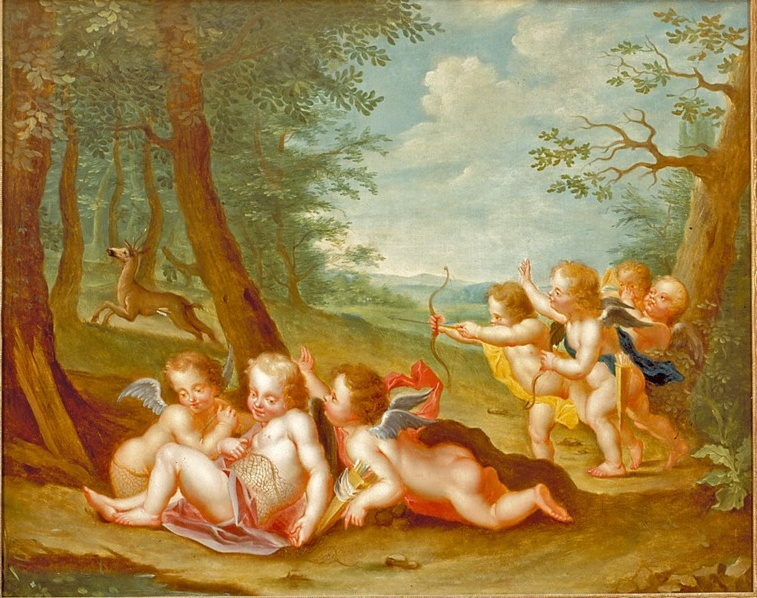
Franz Anton Leitenstorffer, Supraporte in Schloss Schwetzingen

Franz Anton Leitenstorffer, auch Leiterstorffer oder Leydensdorff (* 14. April 1721 in Reutte, Tirol; † 24. April 1795 in Mannheim) war ein Tiroler Maler und Radierer, der lange in der Kurpfalz wirkte.

## Biografie
Franz Anton Leitenstorffer wurde geboren als Sohn des Bauern Johann Leitenstorffer (Leutensdorfer) und dessen Frau Susanna geb. Oberstorfer. Er erlernte vom 14. Lebensjahr an die Malerei zunächst bei Balthasar Riepp in Reutte und dann bei Rupert Mayr in Innsbruck. Hier zog er schon bald die Aufmerksamkeit des Regierungspräsidenten Johann Franz Graf von Spaur auf sich, der es ihm ermöglichte, die Kunstakademie Wien zu besuchen, und später auch einen Aufenthalt in Venedig finanzierte, von wo er nach Bologna und Rom gelangte. Leitenstorffers Lehrer waren Paul Troger in Wien sowie Giovanni Battista Piazzetta in Venedig; von 1739 bis 1744 arbeitete er als Gehilfe des Sebastiano Conca in Rom.
1744 bis 1754 hielt sich Franz Anton Leitenstorffer wieder in Innsbruck auf. Die Fresken der Pfarrkirche Hl. Kreuz zu Schönberg im Stubaital  waren eines der ersten größeren Werke. Dann ging er nach Mainz und schuf u. a. Fresken in der St. Peterskirche. 1758 wechselte der Künstler nach Mannheim, wo er zunächst als Theatermaler im Dienst von Kurfürst Karl Theodor stand. Von 1762 an betätigte sich Leitenstorffer auch hier als Fresken- und Historienmaler. 1769 berief ihn der Kurfürst zum 1. Kabinettsmaler und Lehrer an der Mannheimer Zeichnungsakademie. Einer seiner Schüler war dort Peter Schmid (1769–1853).
Franz Anton Leitenstorffer schuf u. a. Bilder im Schwetzinger Schloss, im Schloss zu Düsseldorf, im Schloss Benrath und in der Kapelle der Hofburg (Innsbruck). Er gilt laut Neuer Deutscher Biografie als einer der besten Porträtisten des süddeutschen Raumes in der 2. Hälfte des 18. Jahrhunderts. Grisaille-Arbeiten gehörten zu seinen Spezialitäten. Viele seiner Werke gingen im Zweiten Weltkrieg unter.
Leitenstorffer heiratete 1760 in Mannheim Maria Anna geb. Walter († 1764) und 1770 Maria Anna geb. Hertel († 1809). Aus der ersten Ehe stammt die Tochter Maria Antonia Josepha, die 1790 den kurfürstlichen Geheimsekretär Johann Joseph Lagage ehelichte.
Der Maler starb 1795 in Mannheim; in Düsseldorf ist eine Straße nach ihm benannt. Karl Matthias Ernst (1758–1830) war einer seiner Schüler.